# Pavel Karlík
Pavel Karlík (6. března 1964 Praha) je český hudební režisér, producent, zvukový mistr a hudebník. Je zakladatelem a ředitelem nahrávacích studií SONO Records, která byla založena v roce 1988..

## Vzdělání a kariéra
Pavel Karlík absolvoval Střední školu elektrotechnickou a dále studoval akustiku a studiové technologie. Navíc absolvoval 6 let hry na klavír a studium harmonie. V současnosti je jeho hlavním nástrojem kytara. Svou kariéru začal získáváním zkušeností v různých nahrávacích studiích v Londýně a později ve studiu SONO Records.

## Profesionální činnost
V SONO Records spolupracoval například s operními pěvci Dagmarou Peckovou, Angelou Gheorghiu a Bryanem Hymmelem, filmovým skladatelem A.R. Rahmanem a barokním trumpetistou Gáborem Boldoczkim.. Podílel se na nahrávce  „Falling Slowly“ oceněné Oscarem od Markéty Irglové a Glena Hansarda či filmová hudbě skladatele A. R. Rahmana, která taktéž získala Oscara
V roce 2011 nahrál a zmixoval hudbu amerického skladatele Johna Califry k 10. výročí nešťastné události 11. září, která se hrála ve Washingtonu při smutečním ceremoniálu.

## Spolupráce
Spolupracoval s hudebníkem Davidem Bowiem, skupinami Living Colour, Nazareth, zpěvačkou Joss Stone a dalšími umělci včetně Glena Hansarda, Krise Kristoffersona, A.R. Rahmana, Linkin Park, Mikea Sterna, The Levellers, Juliana Lennona, Suzanne Vega, Philipem Glassem a Lou Reeda..
V Česku a na Slovensku spolupracoval s umělci a skupinami jako Lucie, Wanastowi Vjecy, Kabát, Divokej Bill, Pražský výběr, Vladimír Mišík a ETC, Mig 21, Marta Kubišová, Lenka Dusilová, Marta Töpferová, Ivan Hlas, Ondřej Pivec, David Dorůžka a Jaromír Honzák.

## Technické inovace a akustické projekty
Pavel Karlík vyrobil elektronkový předzesilovač KARLÍK TP-1, který použily nahrávací studia jako Abbey Road a hudebníci jako Coldplay, A.R. Rahman, Phill Brown, Doug Wimbish a John Califra.
Postavil a navrhl 14 studiových režií a nahrávacích místností. Spolupracoval na akustickém designu multifunkčního SONO Centra v Brně, kde navrhoval hudební sál, kino a konferenční místnost.